# Big Stone Gap
|  | Aquest article tracta sobre la població. Si cerqueu la pel·lícula, vegeu «Big Stone Gap (pel·lícula)». |

Big Stone Gap és una població del Comtat de Wise (Virgínia) dels Estats Units d'Amèrica.

## Demografia
Segons el cens del 2000 Big Stone Gap tenia 4.856 habitants, 1.995 habitatges, i 1.332 famílies. La densitat de població era de 384,2 habitants per km².
Dels 1.995 habitatges en un 29,6% hi vivien nens de menys de 18 anys, en un 48,7% hi vivien parelles casades, en un 15,3% dones solteres, i en un 33,2% no eren unitats familiars. En el 30,8% dels habitatges hi vivien persones soles el 13,8% de les quals corresponia a persones de 65 anys o més que vivien soles. El nombre mitjà de persones vivint en cada habitatge era de 2,34 i el nombre mitjà de persones que vivien en cada família era de 2,92.
Per edats la població es repartia de la següent manera: un 23,2% tenia menys de 18 anys, un 9% entre 18 i 24, un 24,9% entre 25 i 44, un 25,1% de 45 a 60 i un 17,9% 65 anys o més.
L'edat mediana era de 40 anys. Per cada 100 dones de 18 o més anys hi havia 80,5 homes.
La renda mediana per habitatge era de 21.584$ i la renda mediana per família de 34.306$. Els homes tenien una renda mediana de 26.707$ mentre que les dones 21.915$. La renda per capita de la població era de 13.284$. Entorn del 22,4% de les famílies i el 25,8% de la població estaven per davall del llindar de pobresa.

## Poblacions properes
El següent diagrama mostra les poblacions més properes.